# Україна на зимових юнацьких Олімпійських іграх 2020
Україна на зимових юнацьких Олімпійських іграх 2020, що пройшли з 9 по 22 січня 2020 року в місті Лозанна (Італія) була представлена 23 спортсменами у 9 видах спорту.

## Нагороди
Нагороди українських спортсменів.